# Трака за цензуру
Трака за цензуру представља форму текста, фотографије или видеа код којег је сенситивна информација или слика цензурисана црним, сивим или белим правоугаоником. Ове траке се користе за цензурисање одређеног дела слика. Од стварања софтвера за дигитално уређивање који може применити мање опсесивне ефекте као што су пикселизација и замагљивање, цензурне траке обично се користе само за сатиру, иако остају у савременој употреби.

## Примери
- Цензурна трака примењена на уметничкој слици.
- Цензурна траке примењена на фотографији
- Цензурна трака примењена на пацијента са синдромом Стивен-Џонсон
- Лого Википедије на турском језику са траком за цензуру преко текста. Ова верзија је била у употреби током блокаде приступа свим језичким верзијама Википедије од стране турских власти.